# 오렌지 (시트콤)
《오렌지》는 2002년 7월 1일에서 2002년 10월 31일까지 SBS에서 6시 35분에 방송된 청춘시트콤인데 대부분 배우들의 연기력 부족 뿐 아니라 담당 PD의 불미스러운 사건 탓인지 고전을 면치 못했고 SBS는 이 작품을 끝으로 청춘시트콤을 폐지했으며 <오렌지> 후속으로는 당초 9시 20분에 방영되어 온 일일시트콤 《대박가족》이 2002년 11월 5일부터 이동 편성됐는데 원래 같은 달 4일부터 이동 편성될 예정이었으나 이 날 5시 45분부터 편성된 한국시리즈 2차전 중계가 늦게 끝나서 11월 5일부터 6시 30분에 편성됐다.

## 줄거리
물놀이 테마 파크가 배경인 그곳에서 일하는 수상안전요원들을 중심으로 여러 가지 에피소드를 보여주는 시트콤으로,
정지훈, 김정훈 등이 출연했다.

## 등장인물
- 정지훈
- 한은정
- 이종수
- 안선영
- 장근석
- 죠앤
- 김정훈
- 김진 : 김진 역
- 김정민 : 김정민 역
- 김광필 : 김광필 역
- 서윤재 : 김진의 여자친구 서윤아 역
- 조윤희
- 권민
- 박희진
- 장석현
- 김현진 : 유미 역
- 김태희 : 유정 역
- 김신록 : 윤미 역
- 김사랑 : 한나 역
- 김보영 : 지혜 역
- 홍수현 : 최은영 역
- 한희 : 정혜경 역
- 황윤미 : 김수진 역
- 한미진 : 민지 역
- 이혜미 : 정유진 역
- 임유진 : 박현정 역
- 허영란 : 한지은 역
- 이진 : 밝고 털털한 이미지의 대학생 이진 역
- 신지 : 신지 역
- 핑클
- 이재황 : 이경민 역
- 정채경
- 민정섭
- 김재인
- 강태기
- 김영란 : 기숙사 사감 역
- 고두옥 : 고두옥 역
- 길수현
- 양미라
- 백지영
- 손태영
- 홍인영 : 홍인영 역
- 심형래
- 김승현 : 김승현 역
- 김흥수 : 김흥수 역
- 김영미
- 김지연 : 김지연 역
- 곽정욱 : 곽정욱 역
- 고호경 : 정다희 역
- 정성화 : 정성화 역
- 박은빈
- 서지영
- 오승은 : 오승은 역
- 최우혁 : 최우혁 역
- 류덕환 : 강만수 역
- 윤혜경
- 이동욱 : 이동욱 역
- 보아
- 맹봉학
- 지상렬
- 이도련
- 권병길
- 이기열
- 김주영
- 라재웅
- 박현영
- 조현재
- 이희석
- 김진아
- 공유
- 김재욱
- 원숙희
- 백승욱
- 김형범 ... 골프 강사 배주완 역
- 김대희 ... 배주완 강사의 친구이자 개그맨 지망생인 김대희 역
- 박은정 ... 배주완의 연애 상대이자 대학 선배인 박은정 역
- 김수련 ... 배주완 강사의 동생 배숙순 역
- 권오영 ... 알까기 강사 권재영 역
- 민지영 ... 수영 강사 정순영 역
- 김미희 ... 바텐더 양옥환 역
- 정주은 ... 클레이 사격 애호가 박일매 역
- 고미영 : 장미 역
- 김동균 : 이상훈 역
- 공형진 : 귀신 역
- 김희정 : 이은정 역
- 차승민 : 한지은 역
- 전성은 : 이은주 역
- 이창주 : 박상훈 역
- 김성훈
- 차용학
- 이남규
- 손종범

## 결방
- 2002년 7월 2일 - 6시 20분부터 월드컵 성공 개최기념 국민대축제 편성으로 결방
- 2002년 9월 19일 - 6시 35분부터 추석특집 순간포착 세상에 이런 일이 편성으로 결방
- 2002년 9월 20일 - 추석 특집 프로그램 편성 등으로 결방
- 2002년 9월 30일 - 6시 10분부터 2002년 아시안 게임 특집 편성으로 결방
- 2002년 10월 1일 - 6시 10분부터 2002년 아시안 게임 특집 편성으로 결방
- 2002년 10월 2일 - 6시 10분부터 2002년 아시안 게임 특집 편성으로 결방
- 2002년 10월 3일 - 6시 10분부터 2002년 아시안 게임 특집 편성으로 결방
- 2002년 10월 4일 - 6시 10분부터 2002년 아시안 게임 특집 편성으로 결방
- 2002년 10월 7일 - 6시 10분부터 2002년 아시안 게임 특집 편성으로 결방
- 2002년 10월 8일 - 6시 10분부터 2002년 아시안 게임 특집 편성으로 결방
- 2002년 10월 9일 - 6시부터 2002년 아시안 게임 야구 결승 중계 편성으로 결방
- 2002년 10월 10일 - 6시 10분부터 2002년 아시안 게임 특집 편성으로 결방
- 2002년 10월 11일 - 6시 10분부터 2002년 아시안 게임 특집 편성으로 결방
- 2002년 10월 14일 - 2002년 아시안 게임 특집 편성 등으로 결방
- 2002년 10월 18일 - 5시 20분부터 경의선 복원기념 축하쇼 <통일로!미래로!> 편성으로 결방
- 2002년 10월 25일 - 5시 45분부터 2002 광주국제영화제 개막식 편성으로 결방
- 2002년 10월 29일 - 5시 45분부터 프로야구 플레이오프 3차전 <기아 타이거즈 VS LG 트윈스> 중계 편성으로 결방